# NBA Playoffs 1980
Gli NBA Playoffs 1980 si conclusero con la vittoria dei Los Angeles Lakers (campioni della Western conference) che sconfissero i campioni della Eastern Conference, i Philadelphia 76ers.

## Squadre qualificate

### Eastern Conference
1. Boston Celtics
2. Atlanta Hawks
3. Philadelphia 76ers
4. Houston Rockets
5. San Antonio Spurs
6. Washington Bullets

### Western Conference
1. L.A. Lakers
2. Milwaukee Bucks
3. Seattle S.Sonics
4. Phoenix Suns
5. K.C. Kings
6. Portland T. Blazers

## Tabellone
|  | Primo turno        | Primo turno         | Primo turno        |                   |                    | Semifinali di Conference | Semifinali di Conference | Semifinali di Conference |  |   | Finali di Conference | Finali di Conference | Finali di Conference |   |  | Finali NBA | Finali NBA | Finali NBA |
|  |                    |                     |                    |                   |                    |                          |                          |                          |  |   |                      |                      |                      |   |  |            |            |            |
|  |                    |                     |                    |                   |                    |                          |                          |                          |  |   |                      |                      |                      |   |  |            |            |            |
|  |                    | 1                   | L.A. Lakers *      | 4                 |                    |                          |                          |                          |  |   |                      |                      |                      |   |  |            |            |            |
|  |                    |                     |                    | 4                 |                    |                          |                          |                          |  |   |                      |                      |                      |   |  |            |            |            |
|  |                    |                     | 4                  | Phoenix Suns      | 1                  |                          |                          |                          |  |   |                      |                      |                      |   |  |            |            |            |
|  | 4                  | Phoenix Suns        | 4                  | Phoenix Suns      | 1                  | 2                        |                          |                          |  |   |                      |                      |                      |   |  |            |            |            |
|  | 4                  | Phoenix Suns        |                    |                   |                    | 2                        |                          |                          |  |   |                      |                      |                      |   |  |            |            |            |
|  | 5                  | K.C. Kings          | 1                  |                   |                    |                          |                          |                          |  |   |                      |                      |                      |   |  |            |            |            |
|  | 5                  | K.C. Kings          | 1                  |                   |                    |                          |                          |                          |  | 1 | L.A. Lakers *        | 4                    |                      |   |  |            |            |            |
|  | Western Conference |                     |                    |                   |                    |                          |                          |                          |  | 1 | L.A. Lakers *        | 4                    |                      |   |  |            |            |            |
|  |                    | 3                   | Seattle S.Sonics   | 1                 |                    |                          |                          |                          |  |   |                      |                      |                      |   |  |            |            |            |
|  | 3                  | 3                   | Seattle S.Sonics   | 1                 | Seattle S.Sonics   | 2                        |                          |                          |  |   |                      |                      |                      |   |  |            |            |            |
|  | 3                  |                     |                    |                   | Seattle S.Sonics   | 2                        |                          |                          |  |   |                      |                      |                      |   |  |            |            |            |
|  | 6                  | Portland T. Blazers | 1                  |                   |                    |                          |                          |                          |  |   |                      |                      |                      |   |  |            |            |            |
|  | 6                  | Portland T. Blazers | 1                  |                   | 3                  | Seattle S.Sonics         | 4                        |                          |  |   |                      |                      |                      |   |  |            |            |            |
|  |                    |                     |                    |                   | 3                  | Seattle S.Sonics         | 4                        |                          |  |   |                      |                      |                      |   |  |            |            |            |
|  |                    |                     | 2                  | Milwaukee Bucks * | 3                  |                          |                          |                          |  |   |                      |                      |                      |   |  |            |            |            |
|  |                    |                     | 2                  | Milwaukee Bucks * | 3                  |                          |                          |                          |  |   |                      |                      |                      |   |  |            |            |            |
|  |                    |                     |                    |                   |                    |                          |                          |                          |  |   |                      |                      |                      |   |  |            |            |            |
|  |                    |                     |                    |                   |                    |                          |                          |                          |  |   |                      |                      |                      |   |  |            |            |            |
|  |                    |                     |                    |                   |                    |                          |                          |                          |  |   |                      | W1                   | L.A. Lakers *        | 4 |  |            |            |            |
|  |                    |                     |                    |                   |                    |                          |                          |                          |  |   |                      |                      |                      |   |  |            |            |            |
|  |                    | E3                  | Philadelphia 76ers | 2                 |                    |                          |                          |                          |  |   |                      |                      |                      |   |  |            |            |            |
|  |                    | E3                  | Philadelphia 76ers | 2                 |                    |                          |                          |                          |  |   |                      |                      |                      |   |  |            |            |            |
|  |                    |                     |                    |                   |                    |                          |                          |                          |  |   |                      |                      |                      |   |  |            |            |            |
|  |                    |                     |                    |                   |                    |                          |                          |                          |  |   |                      |                      |                      |   |  |            |            |            |
|  |                    | 1                   | Boston Celtics *   | 4                 |                    |                          |                          |                          |  |   |                      |                      |                      |   |  |            |            |            |
|  |                    |                     |                    | 4                 |                    |                          |                          |                          |  |   |                      |                      |                      |   |  |            |            |            |
|  |                    |                     | 4                  | Houston Rockets   | 0                  |                          |                          |                          |  |   |                      |                      |                      |   |  |            |            |            |
|  | 4                  | Houston Rockets     | 4                  | Houston Rockets   | 0                  | 2                        |                          |                          |  |   |                      |                      |                      |   |  |            |            |            |
|  | 4                  | Houston Rockets     |                    |                   |                    | 2                        |                          |                          |  |   |                      |                      |                      |   |  |            |            |            |
|  | 5                  | San Antonio Spurs   | 1                  |                   |                    |                          |                          |                          |  |   |                      |                      |                      |   |  |            |            |            |
|  | 5                  | San Antonio Spurs   | 1                  |                   |                    |                          |                          |                          |  | 1 | Boston Celtics *     | 1                    |                      |   |  |            |            |            |
|  | Eastern Conference |                     |                    |                   |                    |                          |                          |                          |  | 1 | Boston Celtics *     | 1                    |                      |   |  |            |            |            |
|  |                    | 3                   | Philadelphia 76ers | 4                 |                    |                          |                          |                          |  |   |                      |                      |                      |   |  |            |            |            |
|  | 3                  | 3                   | Philadelphia 76ers | 4                 | Philadelphia 76ers | 2                        |                          |                          |  |   |                      |                      |                      |   |  |            |            |            |
|  | 3                  |                     |                    |                   | Philadelphia 76ers | 2                        |                          |                          |  |   |                      |                      |                      |   |  |            |            |            |
|  | 6                  | Washington Bullets  | 0                  |                   |                    |                          |                          |                          |  |   |                      |                      |                      |   |  |            |            |            |
|  | 6                  | Washington Bullets  | 0                  |                   | 3                  | Philadelphia 76ers       | 4                        |                          |  |   |                      |                      |                      |   |  |            |            |            |
|  |                    |                     |                    |                   | 3                  | Philadelphia 76ers       | 4                        |                          |  |   |                      |                      |                      |   |  |            |            |            |
|  |                    |                     | 2                  | Atlanta Hawks *   | 1                  |                          |                          |                          |  |   |                      |                      |                      |   |  |            |            |            |
|  |                    |                     | 2                  | Atlanta Hawks *   | 1                  |                          |                          |                          |  |   |                      |                      |                      |   |  |            |            |            |
|  |                    |                     |                    |                   |                    |                          |                          |                          |  |   |                      |                      |                      |   |  |            |            |            |

Legenda
- * Vincitore Division
- "Grassetto" Vincitore serie
- "Corsivo" Squadra con fattore campo

## Eastern Conference

### Primo turno

#### (3) Philadelphia 76ers - (6) Washington Bullets
RISULTATO FINALE: 2-0
| Filadelfia 2 aprile 1980 Gara 1                                                                   | Philadelphia 76ers | 111 – 96 (25-24, 31-21, 23-24, 32-27) referto | Washington Bullets | Spectrum (12.567 spett.) |
| L. Hollins 21 Punti K. Grevey 34 M. Cheeks 6 Assist K. Porter 7 C. Jones 26 Rimbalzi W. Unseld 18 |                    |                                               |                    |                          |
|                                                                                                   |                    |                                               |                    |                          |
| L. Hollins 21                                                                                     | Punti              | K. Grevey 34                                  |                    |                          |
| M. Cheeks 6                                                                                       | Assist             | K. Porter 7                                   |                    |                          |
| C. Jones 26                                                                                       | Rimbalzi           | W. Unseld 18                                  |                    |                          |

| Landover 4 aprile 1980 Gara 2                                                                   | Washington Bullets | 104 – 112 (20-31, 26-33, 24-21, 34-27) referto | Philadelphia 76ers | Capital Centre (18.397 spett.) |
| E. Hayes 26 Punti J. Erving 31 K. Grevey 5 Assist M. Cheeks 7 E. Hayes 12 Rimbalzi L. Hollins 9 |                    |                                                |                    |                                |
|                                                                                                 |                    |                                                |                    |                                |
| E. Hayes 26                                                                                     | Punti              | J. Erving 31                                   |                    |                                |
| K. Grevey 5                                                                                     | Assist             | M. Cheeks 7                                    |                    |                                |
| E. Hayes 12                                                                                     | Rimbalzi           | L. Hollins 9                                   |                    |                                |

PRECEDENTI IN REGULAR SEASON
| Regular Season 1979-80 | Philadelphia 76ers | 5 – 1 | Washington Bullets | Referto 1 - Referto 2 - Referto 3 - Referto 4 - Referto 5 - Referto 6 |
| Washington Bullets 92 Philadelphia 76ers 120 Washington Bullets 92 Philadelphia 76ers 119 Philadelphia 76ers 105 (1 t.s.) Washington Bullets 119 Punti 93 Philadelphia 76ers 102 Washington Bullets 95 Philadelphia 76ers 106 Washington Bullets 98 Washington Bullets 113 Philadelphia 76ers |                    | |                    |                                                                       |
| |                    | |                    |                                                                       |
| Washington Bullets 92 Philadelphia 76ers 120 Washington Bullets 92 Philadelphia 76ers 119 Philadelphia 76ers 105 (1 t.s.) Washington Bullets 119 | Punti              | 93 Philadelphia 76ers 102 Washington Bullets 95 Philadelphia 76ers 106 Washington Bullets 98 Washington Bullets 113 Philadelphia 76ers |                    |                                                                       |

PRECEDENTI NEI PLAYOFF
|  | Philadelphia 76ers | 0 – 2 | Washington Bullets (1971, 1978) |  |

#### (4) Houston Rockets - (5) San Antonio Spurs
RISULTATO FINALE: 2-1
| Houston 2 aprile 1980 Gara 1                                                                                                  | Houston Rockets | 95 – 85 (19-25, 23-26, 24-11, 29-23) referto | San Antonio Spurs | The Summit (14.454 spett.) |
| C. Murphy 28 Punti G. Gervin 19 T. Henderson 8 Assist G. Gervin , M. Olberding 4 M. Malone 14 Rimbalzi G. Gervin , L. Kenon 9 |                 |                                              |                   |                            |
| |                 |                                              |                   |                            |
| C. Murphy 28 | Punti           | G. Gervin 19                                 |                   |                            |
| T. Henderson 8 | Assist          | G. Gervin, M. Olberding 4                    |                   |                            |
| M. Malone 14 | Rimbalzi        | G. Gervin, L. Kenon 9                        |                   |                            |

| San Antonio 4 aprile 1980 Gara 2                                                                       | San Antonio Spurs | 106 – 101 (22-26, 27-22, 24-26, 33-27) referto | Houston Rockets | HemisFair Arena (12.894 spett.) |
| G. Gervin 44 Punti M. Malone 34 M. Gale 9 Assist T. Henderson 10 M. Olberding 12 Rimbalzi M. Malone 19 |                   |                                                |                 |                                 |
| |                   |                                                |                 |                                 |
| G. Gervin 44                                                                                           | Punti             | M. Malone 34                                   |                 |                                 |
| M. Gale 9                                                                                              | Assist            | T. Henderson 10                                |                 |                                 |
| M. Olberding 12                                                                                        | Rimbalzi          | M. Malone 19                                   |                 |                                 |

| Houston 6 aprile 1980 Gara 3                                                                          | Houston Rockets | 141 – 120 (31-26, 27-28, 45-27, 38-39) referto | San Antonio Spurs | The Summit (15.676 spett.) |
| M. Malone 37 Punti G. Gervin 37 T. Henderson 10 Assist G. Gervin 6 M. Malone 20 Rimbalzi J. Shumate 8 |                 |                                                |                   |                            |
| |                 |                                                |                   |                            |
| M. Malone 37                                                                                          | Punti           | G. Gervin 37                                   |                   |                            |
| T. Henderson 10                                                                                       | Assist          | G. Gervin 6                                    |                   |                            |
| M. Malone 20                                                                                          | Rimbalzi        | J. Shumate 8                                   |                   |                            |

PRECEDENTI IN REGULAR SEASON
| Regular Season 1979-80 | Houston Rockets | 3 – 3 | San Antonio Spurs | Referto 1 - Referto 2 - Referto 3 - Referto 4 - Referto 5 - Referto 6 |
| San Antonio Spurs 138 Houston Rockets 143 Houston Rockets 111 San Antonio Spurs 118 San Antonio Spurs 126 Houston Rockets 113 Punti 129 Houston Rockets 110 San Antonio Spurs 118 San Antonio Spurs 120 Houston Rockets 107 Houston Rockets 101 San Antonio Spurs |                 | |                   |                                                                       |
| |                 | |                   |                                                                       |
| San Antonio Spurs 138 Houston Rockets 143 Houston Rockets 111 San Antonio Spurs 118 San Antonio Spurs 126 Houston Rockets 113 | Punti           | 129 Houston Rockets 110 San Antonio Spurs 118 San Antonio Spurs 120 Houston Rockets 107 Houston Rockets 101 San Antonio Spurs |                   |                                                                       |

PRECEDENTI NEI PLAYOFF

Si è trattata della prima sfida tra le due squadre ai playoff.

### Semifinali

#### (1) Boston Celtics - (4) Houston Rockets
RISULTATO FINALE: 4-0
| Arbitri: | Ed Rush Bob Rakel Joey Crawford |

|                |          |                                          |
| C. Ford 19     | Punti    | M. Malone 27                             |
| T. Archibald 9 | Assist   | C. Murphy, T. Henderson, Mike Dunleavy 4 |
| C. Maxwell 12  | Rimbalzi | M. Malone 13                             |

| Boston 11 aprile 1980 Gara 2                                                                  | Boston Celtics | 95 – 75 (23-21, 23-22, 25-16, 24-16) referto | Houston Rockets | Boston Garden (15.320 spett.) |
| L. Bird 14 Punti R. Reid 22 T. Archibald 7 Assist R. Reid 4 C. Maxwell 10 Rimbalzi R. Reid 14 |                |                                              |                 |                               |
|                                                                                               |                |                                              |                 |                               |
| L. Bird 14                                                                                    | Punti          | R. Reid 22                                   |                 |                               |
| T. Archibald 7                                                                                | Assist         | R. Reid 4                                    |                 |                               |
| C. Maxwell 10                                                                                 | Rimbalzi       | R. Reid 14                                   |                 |                               |

| Arbitri: | Jake O'Donnell Hugh Evans Bill Saar |

|                            |          |                 |
| M. Malone 28               | Punti    | T. Archibald 20 |
| T. Henderson, A. Leavell 5 | Assist   | T. Archibald 10 |
| M. Malone 9                | Rimbalzi | C. Maxwell 12   |

| Arbitri: | Jack Madden Wally Rooney |

|                       |          |                 |
| M. Malone 28          | Punti    | L. Bird 34      |
| A. Leavell, R. Reid 8 | Assist   | T. Archibald 10 |
| M. Malone 15          | Rimbalzi | L. Bird 10      |

PRECEDENTI IN REGULAR SEASON
| Regular Season 1979-80 | Boston Celtics | 6 – 0 | Houston Rockets | Referto 1 - Referto 2 - Referto 3 - Referto 4 - Referto 5 - Referto 6 |
| Boston Celtics 114 Houston Rockets 99 Houston Rockets 103 Boston Celtics 112 Houston Rockets 99 Boston Celtics 121 Punti 106 Houston Rockets 100 Boston Celtics 111 Boston Celtics 106 Houston Rockets 103 Boston Celtics (1 t.s.) 105 Houston Rockets |                | |                 |                                                                       |
| |                | |                 |                                                                       |
| Boston Celtics 114 Houston Rockets 99 Houston Rockets 103 Boston Celtics 112 Houston Rockets 99 Boston Celtics 121 | Punti          | 106 Houston Rockets 100 Boston Celtics 111 Boston Celtics 106 Houston Rockets 103 Boston Celtics (1 t.s.) 105 Houston Rockets |                 |                                                                       |

PRECEDENTI NEI PLAYOFF
|  | Boston Celtics (1975) | 1 – 0 | Houston Rockets |  |

#### (2) Atlanta Hawks - (3) Philadelphia 76ers
RISULTATO FINALE: 1-4
| Filadelfia 6 aprile 1980 Gara 1                                                                        | Philadelphia 76ers | 107 – 104 (28-30, 28-28, 20-17, 31-29) referto | Atlanta Hawks | Spectrum (10.561 spett.) |
| J. Erving 28 Punti E. Johnson 26 M. Cheeks 9 Assist E. Johnson 6 C. Jones 13 Rimbalzi D. Roundfield 13 |                    |                                                |               |                          |
| |                    |                                                |               |                          |
| J. Erving 28                                                                                           | Punti              | E. Johnson 26                                  |               |                          |
| M. Cheeks 9                                                                                            | Assist             | E. Johnson 6                                   |               |                          |
| C. Jones 13                                                                                            | Rimbalzi           | D. Roundfield 13                               |               |                          |

| Filadelfia 9 aprile 1980 Gara 2                                                                                                   | Philadelphia 76ers | 99 – 92 (22-27, 27-19, 22-28, 28-18) referto | Atlanta Hawks | Spectrum (18.276 spett.) |
| D. Dawkins 22 Punti D. Roundfield 23 M. Cheeks 7 Assist D. Roundfield , A. Hill , C. Criss 3 B. Jones 9 Rimbalzi D. Roundfield 14 |                    |                                              |               |                          |
| |                    |                                              |               |                          |
| D. Dawkins 22 | Punti              | D. Roundfield 23                             |               |                          |
| M. Cheeks 7 | Assist             | D. Roundfield, A. Hill, C. Criss 3           |               |                          |
| B. Jones 9 | Rimbalzi           | D. Roundfield 14                             |               |                          |

| Atlanta 10 aprile 1980 Gara 3                                                                                            | Atlanta Hawks | 105 – 93 (23-21, 24-25, 28-27, 30-20) referto | Philadelphia 76ers | Omni Coliseum (15.617 spett.) |
| E. Johnson 19 Punti J. Erving 26 E. Johnson , S. Hawes , C. Criss 6 Assist C. Jones 4 T. Rollins 17 Rimbalzi C. Jones 16 |               |                                               |                    |                               |
| |               |                                               |                    |                               |
| E. Johnson 19 | Punti         | J. Erving 26                                  |                    |                               |
| E. Johnson, S. Hawes, C. Criss 6                                                                                         | Assist        | C. Jones 4                                    |                    |                               |
| T. Rollins 17 | Rimbalzi      | C. Jones 16                                   |                    |                               |

| Atlanta 13 aprile 1980 Gara 4 | Atlanta Hawks | 83 – 107 (26-24, 20-22, 17-35, 20-26) referto | Philadelphia 76ers | Omni Coliseum (15.617 spett.) |
| D. Roundfield 17 Punti L. Hollins , B. Jones 20 E. Johnson , A. Hill , S. Hawes 4 Assist M. Cheeks 5 D. Roundfield 12 Rimbalzi C. Jones 11 |               |                                               |                    |                               |
| |               |                                               |                    |                               |
| D. Roundfield 17 | Punti         | L. Hollins, B. Jones 20                       |                    |                               |
| E. Johnson, A. Hill, S. Hawes 4 | Assist        | M. Cheeks 5                                   |                    |                               |
| D. Roundfield 12 | Rimbalzi      | C. Jones 11                                   |                    |                               |

| Filadelfia 15 aprile 1980 Gara 5                                                                                | Philadelphia 76ers | 105 – 100 (24-30, 19-23, 35-20, 27-27) referto | Atlanta Hawks | Spectrum (18.276 spett.) |
| D. Dawkins , J. Erving 30 Punti J. Drew 29 L. Hollins 7 Assist C. Criss 5 C. Jones 13 Rimbalzi D. Roundfield 13 |                    |                                                |               |                          |
| |                    |                                                |               |                          |
| D. Dawkins, J. Erving 30                                                                                        | Punti              | J. Drew 29                                     |               |                          |
| L. Hollins 7 | Assist             | C. Criss 5                                     |               |                          |
| C. Jones 13 | Rimbalzi           | D. Roundfield 13                               |               |                          |

PRECEDENTI IN REGULAR SEASON
| Regular Season 1979-80 | Atlanta Hawks | 4 – 2 | Philadelphia 76ers | Referto 1 - Referto 2 - Referto 3 - Referto 4 - Referto 5 - Referto 6 |
| Atlanta Hawks 102 Philadelphia 76ers 81 Philadelphia 76ers 98 Atlanta Hawks 112 (1 t.s.) Atlanta Hawks 97 Philadelphia 76ers 84 Punti 97 Philadelphia 76ers 85 Atlanta Hawks 103 Atlanta Hawks 96 Philadelphia 76ers 102 Philadelphia 76ers 81 Atlanta Hawks |               | |                    |                                                                       |
| |               | |                    |                                                                       |
| Atlanta Hawks 102 Philadelphia 76ers 81 Philadelphia 76ers 98 Atlanta Hawks 112 (1 t.s.) Atlanta Hawks 97 Philadelphia 76ers 84 | Punti         | 97 Philadelphia 76ers 85 Atlanta Hawks 103 Atlanta Hawks 96 Philadelphia 76ers 102 Philadelphia 76ers 81 Atlanta Hawks |                    |                                                                       |

PRECEDENTI NEI PLAYOFF

Si è trattata della prima sfida tra le due squadre ai playoff.

### Finale

#### (1) Boston Celtics - (3) Philadelphia 76ers
RISULTATO FINALE: 1-4
| Arbitri: | Joe Gushue Ed Middleton Ralph Lembo |

|                |          |                         |
| L. Bird 27     | Punti    | J. Erving 29            |
| T. Archibald 7 | Assist   | M. Cheeks, L. Hollins 6 |
| D. Cowens 10   | Rimbalzi | D. Dawkins 10           |

| Arbitri: | Jack Madden Lee Jones Dick Bavetta |

|                |          |               |
| L. Bird 31     | Punti    | J. Erving 24  |
| T. Archibald 8 | Assist   | L. Hollins 5  |
| C. Maxwell 15  | Rimbalzi | D. Dawkins 11 |

| Filadelfia 23 aprile 1980 Gara 3                                                                  | Philadelphia 76ers | 99 – 97 (26-28, 19-19, 33-19, 21-31) referto | Boston Celtics | Spectrum (18.276 spett.) |
| J. Erving 28 Punti L. Bird 22 L. Hollins 9 Assist T. Archibald 7 J. Erving 11 Rimbalzi L. Bird 21 |                    |                                              |                |                          |
|                                                                                                   |                    |                                              |                |                          |
| J. Erving 28                                                                                      | Punti              | L. Bird 22                                   |                |                          |
| L. Hollins 9                                                                                      | Assist             | T. Archibald 7                               |                |                          |
| J. Erving 11                                                                                      | Rimbalzi           | L. Bird 21                                   |                |                          |

| Filadelfia 25 aprile 1980 Gara 4                                                                  | Philadelphia 76ers | 102 – 90 (28-21, 31-31, 27-22, 16-16) referto | Boston Celtics | Spectrum (18.276 spett.) |
| J. Erving 30 Punti L. Bird 19 M. Cheeks 10 Assist G. Henderson 6 J. Erving 10 Rimbalzi L. Bird 13 |                    |                                               |                |                          |
|                                                                                                   |                    |                                               |                |                          |
| J. Erving 30                                                                                      | Punti              | L. Bird 19                                    |                |                          |
| M. Cheeks 10                                                                                      | Assist             | G. Henderson 6                                |                |                          |
| J. Erving 10                                                                                      | Rimbalzi           | L. Bird 13                                    |                |                          |

| Arbitri: | Earl Strom Wally Rooney Mike Mathis |

|                            |          |                                   |
| N. Archibald, D. Cowens 22 | Punti    | L. Hollins 24                     |
| T. Archibald 9             | Assist   | L. Hollins 7                      |
| L. Bird 14                 | Rimbalzi | J. Erving, C. Jones, D. Dawkins 9 |

PRECEDENTI IN REGULAR SEASON
| Regular Season 1979-80 | Boston Celtics | 3 – 3 | Philadelphia 76ers | Referto 1 - Referto 2 - Referto 3 - Referto 4 - Referto 5 - Referto 6 |
| Philadelphia 76ers 95 Boston Celtics 112 Philadelphia 76ers 126 Boston Celtics 129 Boston Celtics 111 Philadelphia 76ers 116 Punti 94 Boston Celtics 89 Philadelphia 76ers 113 Boston Celtics 110 Philadelphia 76ers 92 Philadelphia 76ers 110 Boston Celtics |                | |                    |                                                                       |
| |                | |                    |                                                                       |
| Philadelphia 76ers 95 Boston Celtics 112 Philadelphia 76ers 126 Boston Celtics 129 Boston Celtics 111 Philadelphia 76ers 116 | Punti          | 94 Boston Celtics 89 Philadelphia 76ers 113 Boston Celtics 110 Philadelphia 76ers 92 Philadelphia 76ers 110 Boston Celtics |                    |                                                                       |

PRECEDENTI NEI PLAYOFF
|  | Boston Celtics (1953, 1957, 1959, 1961, 1965, 1966, 1968, 1969) | 8 – 6 | Philadelphia 76ers (1954, 1954, 1955, 1956, 1967, 1977) |  |

## Western Conference

### Primo turno

#### (3) Seattle SuperSonics - (6) Portland Trail Blazers
RISULTATO FINALE: 2-1
| Seattle 2 aprile 1980 Gara 1 | Seattle S.Sonics | 120 – 110 (30-25, 28-27, 37-33, 25-25) referto | Portland T. Blazers | Kingdome (26.412 spett.) |
| G. Williams 35 Punti R. Brewer 24 G. Williams 6 Assist K. Washington 12 G. Williams , P. Silas , T. LaGarde 8 Rimbalzi K. Washington 7 |                  |                                                |                     |                          |
| |                  |                                                |                     |                          |
| G. Williams 35 | Punti            | R. Brewer 24                                   |                     |                          |
| G. Williams 6 | Assist           | K. Washington 12                               |                     |                          |
| G. Williams, P. Silas, T. LaGarde 8 | Rimbalzi         | K. Washington 7                                |                     |                          |

| Portland 4 aprile 1980 Gara 2                                                                                    | Portland T. Blazers | 105 – 95 (d.1t.s.) (21-24, 26-26, 27-24, 15-15) (16-6) referto | Seattle S.Sonics | Memorial Coliseum (12.666 spett.) |
| C. Natt , R. Brewer 27 Punti D. Johnson 24 T. R. Dunn 4 Assist G. Williams 8 J. Brewer 12 Rimbalzi L. Shelton 12 |                     |                                                                |                  |                                   |
| |                     |                                                                |                  |                                   |
| C. Natt, R. Brewer 27                                                                                            | Punti               | D. Johnson 24                                                  |                  |                                   |
| T. R. Dunn 4 | Assist              | G. Williams 8                                                  |                  |                                   |
| J. Brewer 12 | Rimbalzi            | L. Shelton 12                                                  |                  |                                   |

| Seattle 6 aprile 1980 Gara 3                                                                                            | Seattle S.Sonics | 103 – 86 (24-21, 33-21, 23-23, 23-21) referto | Portland T. Blazers | Kingdome (23.546 spett.) |
| G. Williams 21 Punti B. Ray Bates 26 D. Johnson , G. Williams 6 Assist B. Ray Bates 3 J. Johnson 8 Rimbalzi T. Owens 16 |                  |                                               |                     |                          |
| |                  |                                               |                     |                          |
| G. Williams 21 | Punti            | B. Ray Bates 26                               |                     |                          |
| D. Johnson, G. Williams 6                                                                                               | Assist           | B. Ray Bates 3                                |                     |                          |
| J. Johnson 8 | Rimbalzi         | T. Owens 16                                   |                     |                          |

PRECEDENTI IN REGULAR SEASON
| Regular Season 1979-80 | Seattle S.Sonics | 5 – 1 | Portland T. Blazers | Referto 1 - Referto 2 - Referto 3 - Referto 4 - Referto 5 - Referto 6 |
| Portland Trail Blazers 100 Seattle SuperSonics 94 Seattle SuperSonics 126 Portland Trail Blazers 100 Portland Trail Blazers 97 Seattle SuperSonics 135 Punti 95 Seattle SuperSonics 90 Portland Trail Blazers 97 Portland Trail Blazers 107 Seattle SuperSonics 98 Seattle SuperSonics 104 Portland Trail Blazers |                  | |                     |                                                                       |
| |                  | |                     |                                                                       |
| Portland Trail Blazers 100 Seattle SuperSonics 94 Seattle SuperSonics 126 Portland Trail Blazers 100 Portland Trail Blazers 97 Seattle SuperSonics 135 | Punti            | 95 Seattle SuperSonics 90 Portland Trail Blazers 97 Portland Trail Blazers 107 Seattle SuperSonics 98 Seattle SuperSonics 104 Portland Trail Blazers |                     |                                                                       |

PRECEDENTI NEI PLAYOFF
|  | Seattle S.Sonics (1978) | 1 – 0 | Portland T. Blazers |  |

#### (4) Phoenix Suns - (5) Kansas City Kings
RISULTATO FINALE: 2-1
| Phoenix 2 aprile 1980 Gara 1                                                                       | Phoenix Suns | 96 – 93 (19-14, 22-18, 31-30, 24-31) referto | K.C. Kings | Arizona Veterans Memorial Coliseum (12.660 spett.) |
| P. Westphal 23 Punti O. Birdsong 23 W. Davis 7 Assist P. Ford 7 T. Robinson 14 Rimbalzi R. King 10 |              |                                              |            |                                                    |
| |              |                                              |            |                                                    |
| P. Westphal 23                                                                                     | Punti        | O. Birdsong 23                               |            |                                                    |
| W. Davis 7                                                                                         | Assist       | P. Ford 7                                    |            |                                                    |
| T. Robinson 14                                                                                     | Rimbalzi     | R. King 10                                   |            |                                                    |

| Kansas City 4 aprile 1980 Gara 2                                                             | K.C. Kings | 106 – 96 (33-20, 24-23, 17-30, 32-23) referto | Phoenix Suns | Kemper Arena (9.637 spett.) |
| S. Wedman 32 Punti A. Adams 22 P. Ford 13 Assist A. Adams 7 S. Wedman 9 Rimbalzi A. Adams 12 |            |                                               |              |                             |
|                                                                                              |            |                                               |              |                             |
| S. Wedman 32                                                                                 | Punti      | A. Adams 22                                   |              |                             |
| P. Ford 13                                                                                   | Assist     | A. Adams 7                                    |              |                             |
| S. Wedman 9                                                                                  | Rimbalzi   | A. Adams 12                                   |              |                             |

| Phoenix 6 aprile 1980 Gara 3                                                                          | Phoenix Suns | 114 – 99 (33-38, 33-19, 22-17, 26-25) referto | K.C. Kings | Arizona Veterans Memorial Coliseum (11.306 spett.) |
| W. Davis 22 Punti S. Wedman 24 A. Adams , W. Davis 7 Assist P. Ford 6 A. Adams 20 Rimbalzi R. King 11 |              |                                               |            |                                                    |
| |              |                                               |            |                                                    |
| W. Davis 22                                                                                           | Punti        | S. Wedman 24                                  |            |                                                    |
| A. Adams, W. Davis 7                                                                                  | Assist       | P. Ford 6                                     |            |                                                    |
| A. Adams 20                                                                                           | Rimbalzi     | R. King 11                                    |            |                                                    |

PRECEDENTI IN REGULAR SEASON
| Regular Season 1979-80 | Phoenix Suns | 5 – 1 | K.C. Kings | Referto 1 - Referto 2 - Referto 3 - Referto 4 - Referto 5 - Referto 6 |
| Kansas City Kings 122 Phoenix Suns 128 Kansas City Kings 111 Phoenix Suns 118 Phoenix Suns 97 Kansas City Kings 109 Punti 85 Phoenix Suns 120 Kansas City Kings 115 Phoenix Suns 112 Kansas City Kings 95 Kansas City Kings 112 Phoenix Suns |              | |            |                                                                       |
| |              | |            |                                                                       |
| Kansas City Kings 122 Phoenix Suns 128 Kansas City Kings 111 Phoenix Suns 118 Phoenix Suns 97 Kansas City Kings 109 | Punti        | 85 Phoenix Suns 120 Kansas City Kings 115 Phoenix Suns 112 Kansas City Kings 95 Kansas City Kings 112 Phoenix Suns |            |                                                                       |

PRECEDENTI NEI PLAYOFF
|  | Phoenix Suns (1979) | 1 – 0 | K.C. Kings |  |

### Semifinali

#### (1) Los Angeles Lakers - (4) Phoenix Suns
RISULTATO FINALE: 4-1
| Inglewood 8 aprile 1980 Gara 1                                                                                            | L.A. Lakers | 119 – 110 (26-26, 26-21, 37-32, 30-31) referto | Phoenix Suns | The Forum (15.892 spett.) |
| K. Abdul-Jabbar 30 Punti M. Bratz 25 M. Johnson 16 Assist D. Buse 9 K. Abdul-Jabbar , M. Johnson 12 Rimbalzi R. Kelley 10 |             |                                                |              |                           |
| |             |                                                |              |                           |
| K. Abdul-Jabbar 30 | Punti       | M. Bratz 25                                    |              |                           |
| M. Johnson 16 | Assist      | D. Buse 9                                      |              |                           |
| K. Abdul-Jabbar, M. Johnson 12                                                                                            | Rimbalzi    | R. Kelley 10                                   |              |                           |

| Inglewood 9 aprile 1980 Gara 2                                                                           | L.A. Lakers | 131 – 128 (d.1t.s.) (27-26, 27-28, 34-34, 32-32) (11-8) referto | Phoenix Suns | The Forum (14.286 spett.) |
| K. Abdul-Jabbar 32 Punti P. Westphal 37 N. Nixon 12 Assist A. Adams 12 M. Johnson 13 Rimbalzi G. Heard 9 |             |                                                                 |              |                           |
| |             |                                                                 |              |                           |
| K. Abdul-Jabbar 32                                                                                       | Punti       | P. Westphal 37                                                  |              |                           |
| N. Nixon 12                                                                                              | Assist      | A. Adams 12                                                     |              |                           |
| M. Johnson 13                                                                                            | Rimbalzi    | G. Heard 9                                                      |              |                           |

| Phoenix 11 aprile 1980 Gara 3                                                                                  | Phoenix Suns | 105 – 108 (24-26, 32-23, 20-26, 29-33) referto | L.A. Lakers | Arizona Veterans Memorial Coliseum (12.660 spett.) |
| W. Davis 28 Punti K. Abdul-Jabbar 37 W. Davis , D. Buse 5 Assist N. Nixon 8 G. Heard 11 Rimbalzi M. Johnson 13 |              |                                                |             |                                                    |
| |              |                                                |             |                                                    |
| W. Davis 28 | Punti        | K. Abdul-Jabbar 37                             |             |                                                    |
| W. Davis, D. Buse 5                                                                                            | Assist       | N. Nixon 8                                     |             |                                                    |
| G. Heard 11 | Rimbalzi     | M. Johnson 13                                  |             |                                                    |

| Phoenix 13 aprile 1980 Gara 4                                                                                            | Phoenix Suns | 127 – 101 (31-25, 35-22, 26-28, 35-26) referto | L.A. Lakers | Arizona Veterans Memorial Coliseum (12.660 spett.) |
| P. Westphal 25 Punti K. Abdul-Jabbar 25 A. Adams , D. Buse 6 Assist M. Johnson 13 G. Heard 9 Rimbalzi K. Abdul-Jabbar 11 |              |                                                |             |                                                    |
| |              |                                                |             |                                                    |
| P. Westphal 25 | Punti        | K. Abdul-Jabbar 25                             |             |                                                    |
| A. Adams, D. Buse 6 | Assist       | M. Johnson 13                                  |             |                                                    |
| G. Heard 9 | Rimbalzi     | K. Abdul-Jabbar 11                             |             |                                                    |

| Inglewood 15 aprile 1980 Gara 5                                                                                      | L.A. Lakers | 126 – 101 (26-18, 34-24, 37-34, 29-25) referto | Phoenix Suns | The Forum (17.505 spett.) |
| K. Abdul-Jabbar 35 Punti W. Davis 24 N. Nixon 13 Assist R. Kelley 7 K. Abdul-Jabbar 16 Rimbalzi A. Adams , J. Cook 6 |             |                                                |              |                           |
| |             |                                                |              |                           |
| K. Abdul-Jabbar 35                                                                                                   | Punti       | W. Davis 24                                    |              |                           |
| N. Nixon 13 | Assist      | R. Kelley 7                                    |              |                           |
| K. Abdul-Jabbar 16                                                                                                   | Rimbalzi    | A. Adams, J. Cook 6                            |              |                           |

PRECEDENTI IN REGULAR SEASON
| Regular Season 1979-80 | L.A. Lakers | 3 – 3 | Phoenix Suns | Referto 1 - Referto 2 - Referto 3 - Referto 4 - Referto 5 - Referto 6 |
| Los Angeles Lakers 112 Phoenix Suns 126 Los Angeles Lakers 113 Phoenix Suns 123 Los Angeles Lakers 128 Phoenix Suns 112 Punti 110 Phoenix Suns 112 Los Angeles Lakers 105 Phoenix Suns 115 Los Angeles Lakers 106 Phoenix Suns 108 Los Angeles Lakers |             | |              |                                                                       |
| |             | |              |                                                                       |
| Los Angeles Lakers 112 Phoenix Suns 126 Los Angeles Lakers 113 Phoenix Suns 123 Los Angeles Lakers 128 Phoenix Suns 112 | Punti       | 110 Phoenix Suns 112 Los Angeles Lakers 105 Phoenix Suns 115 Los Angeles Lakers 106 Phoenix Suns 108 Los Angeles Lakers |              |                                                                       |

PRECEDENTI NEI PLAYOFF
|  | L.A. Lakers (1970) | 1 – 0 | Phoenix Suns |  |

#### (2) Milwaukee Bucks - (3) Seattle SuperSonics
RISULTATO FINALE: 3-4
| Seattle 8 aprile 1980 Gara 1                                                                         | Seattle S.Sonics | 114 – 113 (d.1t.s.) (26-28, 31-29, 21-19, 25-27) (11-10) referto | Milwaukee Bucks | Seattle Center Coliseum (13.648 spett.) |
| G. Williams 30 Punti B. Lanier 27 J. Johnson 6 Assist Q. Buckner 8 J. Sikma 11 Rimbalzi B. Lanier 10 |                  |                                                                  |                 |                                         |
| |                  |                                                                  |                 |                                         |
| G. Williams 30                                                                                       | Punti            | B. Lanier 27                                                     |                 |                                         |
| J. Johnson 6                                                                                         | Assist           | Q. Buckner 8                                                     |                 |                                         |
| J. Sikma 11                                                                                          | Rimbalzi         | B. Lanier 10                                                     |                 |                                         |

| Seattle 9 aprile 1980 Gara 2                                                                                       | Seattle S.Sonics | 112 – 114 (d.1t.s.) (30-33, 25-31, 27-29, 26-15) (4-6) referto | Milwaukee Bucks | Seattle Center Coliseum (14.050 spett.) |
| L. Shelton 25 Punti B. Winters 28 J. Johnson , G. Williams 7 Assist B. Winters 5 L. Shelton 9 Rimbalzi B. Lanier 8 |                  |                                                                |                 |                                         |
| |                  |                                                                |                 |                                         |
| L. Shelton 25 | Punti            | B. Winters 28                                                  |                 |                                         |
| J. Johnson, G. Williams 7                                                                                          | Assist           | B. Winters 5                                                   |                 |                                         |
| L. Shelton 9 | Rimbalzi         | B. Lanier 8                                                    |                 |                                         |

| Milwaukee 11 aprile 1980 Gara 3                                                                                  | Milwaukee Bucks | 95 – 91 (32-26, 28-21, 16-20, 19-24) referto | Seattle S.Sonics | MECCA Arena (10.938 spett.) |
| B. Lanier 24 Punti J. Sikma 20 Q. Buckner 7 Assist J. Johnson , G. Williams 7 M. Johnson 10 Rimbalzi J. Sikma 13 |                 |                                              |                  |                             |
| |                 |                                              |                  |                             |
| B. Lanier 24 | Punti           | J. Sikma 20                                  |                  |                             |
| Q. Buckner 7 | Assist          | J. Johnson, G. Williams 7                    |                  |                             |
| M. Johnson 10 | Rimbalzi        | J. Sikma 13                                  |                  |                             |

| Milwaukee 13 aprile 1980 Gara 4                                                                                      | Milwaukee Bucks | 107 – 112 (22-28, 22-27, 28-30, 35-27) referto | Seattle S.Sonics | MECCA Arena (10.938 spett.) |
| M. Johnson 31 Punti G. Williams 32 J. Bridgeman 8 Assist J. Johnson 7 B. Lanier , D. Meyers 9 Rimbalzi L. Shelton 15 |                 |                                                |                  |                             |
| |                 |                                                |                  |                             |
| M. Johnson 31 | Punti           | G. Williams 32                                 |                  |                             |
| J. Bridgeman 8 | Assist          | J. Johnson 7                                   |                  |                             |
| B. Lanier, D. Meyers 9                                                                                               | Rimbalzi        | L. Shelton 15                                  |                  |                             |

| Seattle 15 aprile 1980 Gara 5                                                                      | Seattle S.Sonics | 97 – 108 (26-28, 27-31, 19-26, 25-23) referto | Milwaukee Bucks | Kingdome (40.172 spett.) |
| G. Williams 22 Punti B. Lanier 22 D. Johnson 7 Assist B. Lanier 6 J. Sikma 9 Rimbalzi M. Johnson 8 |                  |                                               |                 |                          |
| |                  |                                               |                 |                          |
| G. Williams 22                                                                                     | Punti            | B. Lanier 22                                  |                 |                          |
| D. Johnson 7                                                                                       | Assist           | B. Lanier 6                                   |                 |                          |
| J. Sikma 9                                                                                         | Rimbalzi         | M. Johnson 8                                  |                 |                          |

| Milwaukee 18 aprile 1980 Gara 6                                                                      | Milwaukee Bucks | 85 – 86 (20-22, 15-26, 32-23, 18-15) referto | Seattle S.Sonics | MECCA Arena (10.938 spett.) |
| M. Johnson 22 Punti D. Johnson 18 B. Winters 7 Assist J. Johnson 7 B. Lanier 12 Rimbalzi P. Silas 14 |                 |                                              |                  |                             |
| |                 |                                              |                  |                             |
| M. Johnson 22                                                                                        | Punti           | D. Johnson 18                                |                  |                             |
| B. Winters 7                                                                                         | Assist          | J. Johnson 7                                 |                  |                             |
| B. Lanier 12                                                                                         | Rimbalzi        | P. Silas 14                                  |                  |                             |

| Seattle 20 aprile 1980 Gara 7                                                                           | Seattle S.Sonics | 98 – 94 (31-25, 20-25, 19-22, 28-22) referto | Milwaukee Bucks | Seattle Center Coliseum (14.050 spett.) |
| G. Williams 33 Punti M. Johnson 22 D. Johnson 5 Assist Q. Buckner 7 L. Shelton 15 Rimbalzi B. Lanier 15 |                  |                                              |                 |                                         |
| |                  |                                              |                 |                                         |
| G. Williams 33                                                                                          | Punti            | M. Johnson 22                                |                 |                                         |
| D. Johnson 5                                                                                            | Assist           | Q. Buckner 7                                 |                 |                                         |
| L. Shelton 15                                                                                           | Rimbalzi         | B. Lanier 15                                 |                 |                                         |

PRECEDENTI IN REGULAR SEASON
| Regular Season 1979-80 | Milwaukee Bucks | 2 – 4 | Seattle S.Sonics | Referto 1 - Referto 2 - Referto 3 - Referto 4 - Referto 5 - Referto 6 |
| Milwaukee Bucks 101 Seattle SuperSonics 136 Milwaukee Bucks 99 Seattle SuperSonics 105 Milwaukee Bucks 112 Seattle SuperSonics 106 Punti 114 Seattle SuperSonics 117 Milwaukee Bucks 103 Seattle SuperSonics 101 Milwaukee Bucks 103 Seattle SuperSonics 108 Milwaukee Bucks |                 | |                  |                                                                       |
| |                 | |                  |                                                                       |
| Milwaukee Bucks 101 Seattle SuperSonics 136 Milwaukee Bucks 99 Seattle SuperSonics 105 Milwaukee Bucks 112 Seattle SuperSonics 106 | Punti           | 114 Seattle SuperSonics 117 Milwaukee Bucks 103 Seattle SuperSonics 101 Milwaukee Bucks 103 Seattle SuperSonics 108 Milwaukee Bucks |                  |                                                                       |

PRECEDENTI NEI PLAYOFF

Si è trattata della prima sfida tra le due squadre ai playoff.

### Finale

#### (1) Los Angeles Lakers - (3) Seattle SuperSonics
RISULTATO FINALE: 4-1
| Inglewood 22 aprile 1980 Gara 1 | L.A. Lakers | 107 – 108 (26-24, 24-23, 31-30, 26-31) referto | Seattle S.Sonics | The Forum (17.505 spett.) |
| K. Abdul-Jabbar 26 Punti G. Williams 28 N. Nixon 11 Assist J. Johnson 9 K. Abdul-Jabbar , M. Johnson , J. Wilkes 8 Rimbalzi L. Shelton 9 |             |                                                |                  |                           |
| |             |                                                |                  |                           |
| K. Abdul-Jabbar 26 | Punti       | G. Williams 28                                 |                  |                           |
| N. Nixon 11 | Assist      | J. Johnson 9                                   |                  |                           |
| K. Abdul-Jabbar, M. Johnson, J. Wilkes 8                                                                                                 | Rimbalzi    | L. Shelton 9                                   |                  |                           |

| Inglewood 23 aprile 1980 Gara 2                                                                               | L.A. Lakers | 108 – 99 (31-30, 24-23, 30-21, 23-25) referto | Seattle S.Sonics | The Forum (17.505 spett.) |
| K. Abdul-Jabbar 31 Punti G. Williams 24 N. Nixon 12 Assist J. Sikma 8 K. Abdul-Jabbar 16 Rimbalzi J. Sikma 11 |             |                                               |                  |                           |
| |             |                                               |                  |                           |
| K. Abdul-Jabbar 31                                                                                            | Punti       | G. Williams 24                                |                  |                           |
| N. Nixon 12                                                                                                   | Assist      | J. Sikma 8                                    |                  |                           |
| K. Abdul-Jabbar 16                                                                                            | Rimbalzi    | J. Sikma 11                                   |                  |                           |

| Seattle 25 aprile 1980 Gara 3 | Seattle S.Sonics | 100 – 104 (27-28, 25-20, 16-24, 32-32) referto | L.A. Lakers | Hec Edmundson Pavilion (8.524 spett.) |
| G. Williams 23 Punti K. Abdul-Jabbar 33 G. Williams 11 Assist M. Cooper , M. Johnson 10 J. Johnson 9 Rimbalzi K. Abdul-Jabbar 13 |                  |                                                |             |                                       |
| |                  |                                                |             |                                       |
| G. Williams 23 | Punti            | K. Abdul-Jabbar 33                             |             |                                       |
| G. Williams 11 | Assist           | M. Cooper, M. Johnson 10                       |             |                                       |
| J. Johnson 9 | Rimbalzi         | K. Abdul-Jabbar 13                             |             |                                       |

| Seattle 27 aprile 1980 Gara 4                                                                                           | Seattle S.Sonics | 93 – 98 (26-22, 31-17, 18-33, 18-26) referto | L.A. Lakers | Hec Edmundson Pavilion (8.524 spett.) |
| G. Williams 25 Punti K. Abdul-Jabbar 25 G. Williams 7 Assist N. Nixon 8 D. Johnson 9 Rimbalzi J. Wilkes , M. Johnson 13 |                  |                                              |             |                                       |
| |                  |                                              |             |                                       |
| G. Williams 25 | Punti            | K. Abdul-Jabbar 25                           |             |                                       |
| G. Williams 7 | Assist           | N. Nixon 8                                   |             |                                       |
| D. Johnson 9 | Rimbalzi         | J. Wilkes, M. Johnson 13                     |             |                                       |

| Inglewood 30 aprile 1980 Gara 5                                                                                            | L.A. Lakers | 111 – 105 (32-30, 22-32, 28-22, 29-21) referto | Seattle S.Sonics | The Forum (17.505 spett.) |
| K. Abdul-Jabbar 38 Punti D. Johnson 29 M. Johnson 10 Assist J. Johnson , J. Sikma 6 K. Abdul-Jabbar 11 Rimbalzi J. Sikma 9 |             |                                                |                  |                           |
| |             |                                                |                  |                           |
| K. Abdul-Jabbar 38 | Punti       | D. Johnson 29                                  |                  |                           |
| M. Johnson 10 | Assist      | J. Johnson, J. Sikma 6                         |                  |                           |
| K. Abdul-Jabbar 11 | Rimbalzi    | J. Sikma 9                                     |                  |                           |

PRECEDENTI IN REGULAR SEASON
| Regular Season 1979-80 | L.A. Lakers | 4 – 2 | Seattle S.Sonics | Referto 1 - Referto 2 - Referto 3 - Referto 4 - Referto 5 - Referto 6 |
| Seattle SuperSonics 112 Los Angeles Lakers 106 Seattle SuperSonics 119 Los Angeles Lakers 102 Los Angeles Lakers 131 Seattle SuperSonics 92 Punti 110 Los Angeles Lakers 97 Seattle SuperSonics 110 Los Angeles Lakers 97 Seattle SuperSonics 108 Seattle SuperSonics 97 Los Angeles Lakers |             | |                  |                                                                       |
| |             | |                  |                                                                       |
| Seattle SuperSonics 112 Los Angeles Lakers 106 Seattle SuperSonics 119 Los Angeles Lakers 102 Los Angeles Lakers 131 Seattle SuperSonics 92 | Punti       | 110 Los Angeles Lakers 97 Seattle SuperSonics 110 Los Angeles Lakers 97 Seattle SuperSonics 108 Seattle SuperSonics 97 Los Angeles Lakers |                  |                                                                       |

PRECEDENTI NEI PLAYOFF
|  | L.A. Lakers | 0 – 2 | Seattle S.Sonics (1978, 1979) |  |

## NBA Finals 1980

### Los Angeles Lakers - Philadelphia 76ers
RISULTATO FINALE
|  | L.A. Lakers | 4 – 2 | Philadelphia 76ers |  |

PRECEDENTI IN REGULAR SEASON
| Regular Season 1979-80                                                                            | L.A. Lakers | 1 – 1                                         | Philadelphia 76ers | Referto 1 - Referto 2 |
| Los Angeles Lakers 124 Philadelphia 76ers 105 Punti 103 Philadelphia 76ers 104 Los Angeles Lakers |             |                                               |                    |                       |
|                                                                                                   |             |                                               |                    |                       |
| Los Angeles Lakers 124 Philadelphia 76ers 105                                                     | Punti       | 103 Philadelphia 76ers 104 Los Angeles Lakers |                    |                       |

PRECEDENTI NEI PLAYOFF
|  | L.A. Lakers (1950, 1954) | 2 – 0 | Philadelphia 76ers |  |

#### Roster
| \| Pos. \| Num. \| Naz. \| Nome \| Altezza \| Peso \| Data nascita \| Provenienza \| \| ---- \| ---- \| ---- \| -------------------- \| ------- \| ------ \| ------------ \| -------------------- \| \| C \| 33 \| \| Abdul-Jabbar, Kareem \| 218 cm \| 102 kg \| 16-04-1947 \| UCLA \| \| G/AP \| 24 \| \| Boone, Ron \| 188 cm \| 91 kg \| 06-09-1946 \| Idaho State \| \| A \| 7 \| \| Byrnes, Marty \| 201 cm \| 98 kg \| 30-04-1956 \| Syracuse \| \| A \| 7 \| \| Carr, Kenny \| 201 cm \| 100 kg \| 15-08-1955 \| North Carolina State \| \| A/C \| 9 \| \| Chones, Jim \| 211 cm \| 100 kg \| 30-11-1949 \| Marquette \| \| G/AP \| 21 \| \| Cooper, Michael \| 196 cm \| 77 kg \| 15-04-1956 \| New Mexico \| \| A \| 35 \| \| Ford, Don \| 206 cm \| 98 kg \| 31-12-1952 \| UC Santa Barbara \| \| A/C \| 31 \| \| Haywood, Spencer \| 203 cm \| 102 kg \| 22-04-1949 \| Detroit-Mercy \| \| G \| 14 \| \| Holland, Brad \| 191 cm \| 82 kg \| 06-12-1956 \| UCLA \| \| G/AP \| 32 \| \| Johnson, Magic \| 203 cm \| 98 kg \| 14-08-1959 \| Michigan State \| \| A/C \| 54 \| \| Landsberger, Mark \| 203 cm \| 98 kg \| 21-05-1955 \| Arizona State \| \| G \| 15 \| \| Lee, Butch \| 183 cm \| 84 kg \| 5-12-1956 \| Marquette \| \| G \| 25 \| \| Mack, Ollie \| 191 cm \| 84 kg \| 06-06-1957 \| East Carolina \| \| G \| 10 \| \| Nixon, Norm \| 188 cm \| 77 kg \| 11-10-1955 \| Duquesne \| \| G/AP \| 52 \| \| Wilkes, Jamaal \| 198 cm \| 86 kg \| 02-05-1953 \| UCLA \| | Allenatore - Jack McKinney (fino al 9 novembre 1979) - Paul Westhead Assistente/i - Paul Westhead - Vice (fino al 9 novembre 1979) - Pat Riley - Vice - Jack Curran (Preparatore atletico) Legenda - (C) Capitano - (FA) Free agent - (S) Sospeso - (TW) Contratto Two-way - (GL) Assegnato a squadra G League affiliata - Infortunato Roster • Transazioni · Ultima transazione: 17 giugno 1980 |                        |                      |         |        |              |                      |
| Pos. | Num. | Naz.                   | Nome                 | Altezza | Peso   | Data nascita | Provenienza          |
| C | 33 | Stati Uniti (bandiera) | Abdul-Jabbar, Kareem | 218 cm  | 102 kg | 16-04-1947   | UCLA                 |
| G/AP | 24 | Stati Uniti (bandiera) | Boone, Ron           | 188 cm  | 91 kg  | 06-09-1946   | Idaho State          |
| A | 7 | Stati Uniti (bandiera) | Byrnes, Marty        | 201 cm  | 98 kg  | 30-04-1956   | Syracuse             |
| A | 7 | Stati Uniti (bandiera) | Carr, Kenny          | 201 cm  | 100 kg | 15-08-1955   | North Carolina State |
| A/C | 9 | Stati Uniti (bandiera) | Chones, Jim          | 211 cm  | 100 kg | 30-11-1949   | Marquette            |
| G/AP | 21 | Stati Uniti (bandiera) | Cooper, Michael      | 196 cm  | 77 kg  | 15-04-1956   | New Mexico           |
| A | 35 | Stati Uniti (bandiera) | Ford, Don            | 206 cm  | 98 kg  | 31-12-1952   | UC Santa Barbara     |
| A/C | 31 | Stati Uniti (bandiera) | Haywood, Spencer     | 203 cm  | 102 kg | 22-04-1949   | Detroit-Mercy        |
| G | 14 | Stati Uniti (bandiera) | Holland, Brad        | 191 cm  | 82 kg  | 06-12-1956   | UCLA                 |
| G/AP | 32 | Stati Uniti (bandiera) | Johnson, Magic       | 203 cm  | 98 kg  | 14-08-1959   | Michigan State       |
| A/C | 54 | Stati Uniti (bandiera) | Landsberger, Mark    | 203 cm  | 98 kg  | 21-05-1955   | Arizona State        |
| G | 15 | Porto Rico (bandiera)  | Lee, Butch           | 183 cm  | 84 kg  | 5-12-1956    | Marquette            |
| G | 25 | Stati Uniti (bandiera) | Mack, Ollie          | 191 cm  | 84 kg  | 06-06-1957   | East Carolina        |
| G | 10 | Stati Uniti (bandiera) | Nixon, Norm          | 188 cm  | 77 kg  | 11-10-1955   | Duquesne             |
| G/AP | 52 | Stati Uniti (bandiera) | Wilkes, Jamaal       | 198 cm  | 86 kg  | 02-05-1953   | UCLA                 |

| \| Pos. \| Num. \| Naz. \| Nome \| Altezza \| Peso \| Data nascita \| Provenienza \| \| ---- \| ---- \| ---- \| ----------------- \| ------- \| ------ \| ------------ \| --------------------------- \| \| G \| 14 \| \| Bibby, Henry \| 185 cm \| 84 kg \| 24-11-1949 \| UCLA \| \| G \| 10 \| \| Cheeks, Maurice \| 185 cm \| 82 kg \| 08-09-1956 \| West Texas A&M \| \| G/AP \| 20 \| \| Collins, Doug \| 198 cm \| 82 kg \| 28-07-1951 \| Illinois State \| \| C \| 53 \| \| Dawkins, Darryl \| 211 cm \| 114 kg \| 11-01-1957 \| Evans High School (Florida) \| \| G/AP \| 6 \| \| Erving, Julius \| 198 cm \| 91 kg \| 22-02-1950 \| Massachusetts \| \| G \| 9 \| \| Hollins, Lionel \| 191 cm \| 84 kg \| 19-10-1953 \| Arizona State \| \| A/C \| 11 \| \| Jones, Caldwell \| 211 cm \| 98 kg \| 04-08-1950 \| Albany State (GA) \| \| A \| 24 \| \| Jones, Bobby \| 206 cm \| 95 kg \| 18-12-1951 \| North Carolina \| \| A \| 50 \| \| Mix, Steve \| 201 cm \| 98 kg \| 30-12-1947 \| Toledo \| \| G \| 22 \| \| Money, Eric \| 183 cm \| 77 kg \| 06-02-1955 \| Arizona \| \| G \| 4 \| \| Richardson, Clint \| 191 cm \| 88 kg \| 07-08-1956 \| Seattle \| \| G \| 30 \| \| Skinner, Al \| 191 cm \| 86 kg \| 16-06-1952 \| Massachusetts \| \| G/AP \| 34 \| \| Spanarkel, Jim \| 196 cm \| 86 kg \| 28-06-1957 \| Duke \| \| A \| 3 \| \| Toone, Bernard \| 206 cm \| 95 kg \| 14-07-1956 \| Marquette \| | Allenatore - Billy Cunningham Assistente/i - Chuck Daly - Vice - Jack McMahon - Vice - Al Domenico (Preparatore atletico) Legenda - (C) Capitano - (FA) Free agent - (S) Sospeso - (TW) Contratto Two-way - (GL) Assegnato a squadra G League affiliata - Infortunato Roster • Transazioni · Ultima transazione: 10 giugno 1980 |                        |                   |         |        |              |                             |
| Pos. | Num. | Naz.                   | Nome              | Altezza | Peso   | Data nascita | Provenienza                 |
| G | 14 | Stati Uniti (bandiera) | Bibby, Henry      | 185 cm  | 84 kg  | 24-11-1949   | UCLA                        |
| G | 10 | Stati Uniti (bandiera) | Cheeks, Maurice   | 185 cm  | 82 kg  | 08-09-1956   | West Texas A&M              |
| G/AP | 20 | Stati Uniti (bandiera) | Collins, Doug     | 198 cm  | 82 kg  | 28-07-1951   | Illinois State              |
| C | 53 | Stati Uniti (bandiera) | Dawkins, Darryl   | 211 cm  | 114 kg | 11-01-1957   | Evans High School (Florida) |
| G/AP | 6 | Stati Uniti (bandiera) | Erving, Julius    | 198 cm  | 91 kg  | 22-02-1950   | Massachusetts               |
| G | 9 | Stati Uniti (bandiera) | Hollins, Lionel   | 191 cm  | 84 kg  | 19-10-1953   | Arizona State               |
| A/C | 11 | Stati Uniti (bandiera) | Jones, Caldwell   | 211 cm  | 98 kg  | 04-08-1950   | Albany State (GA)           |
| A | 24 | Stati Uniti (bandiera) | Jones, Bobby      | 206 cm  | 95 kg  | 18-12-1951   | North Carolina              |
| A | 50 | Stati Uniti (bandiera) | Mix, Steve        | 201 cm  | 98 kg  | 30-12-1947   | Toledo                      |
| G | 22 | Stati Uniti (bandiera) | Money, Eric       | 183 cm  | 77 kg  | 06-02-1955   | Arizona                     |
| G | 4 | Stati Uniti (bandiera) | Richardson, Clint | 191 cm  | 88 kg  | 07-08-1956   | Seattle                     |
| G | 30 | Stati Uniti (bandiera) | Skinner, Al       | 191 cm  | 86 kg  | 16-06-1952   | Massachusetts               |
| G/AP | 34 | Stati Uniti (bandiera) | Spanarkel, Jim    | 196 cm  | 86 kg  | 28-06-1957   | Duke                        |
| A | 3 | Stati Uniti (bandiera) | Toone, Bernard    | 206 cm  | 95 kg  | 14-07-1956   | Marquette                   |

#### Risultati
| Arbitri: | Earl Strom Jack Madden |

|                                                                                      |            |                                                             |
| K. Abdul-Jabbar 33                                                                   | Punti      | J. Erving 20                                                |
| M. Johnson 10                                                                        | Assist     | L. Hollins 8                                                |
| K. Abdul-Jabbar 14                                                                   | Rimbalzi   | B. Jones 10                                                 |
| Abdul-Jabbar, Chones, Johnson, Nixon, Wilkes (Cooper, Haywood, Holland, Landsberger) | Formazioni | Cheeks, Dawkins, Erving, Hollins, Jones (Bibby, Jones, Mix) |

| Arbitri: | Joe Gushue Jake O'Donnell |

|                                                                             |            |                                                             |
| K. Abdul-Jabbar 38                                                          | Punti      | D. Dawkins 25                                               |
| M. Johnson 11                                                               | Assist     | M. Cheeks 10                                                |
| K. Abdul-Jabbar 14                                                          | Rimbalzi   | J. Erving 10                                                |
| Abdul-Jabbar, Chones, Johnson, Nixon, Wilkes (Cooper, Haywood, Landsberger) | Formazioni | Cheeks, Dawkins, Erving, Hollins, Jones (Bibby, Jones, Mix) |

| Arbitri: | Darell Garretson Ed T. Rush |

|                                                             |            |                                                                             |
| J. Erving 24                                                | Punti      | K. Abdul-Jabbar 33                                                          |
| L. Hollins 9                                                | Assist     | N. Nixon 7                                                                  |
| C. Jones 11                                                 | Rimbalzi   | K. Abdul-Jabbar 14                                                          |
| Cheeks, Dawkins, Erving, Hollins, Jones (Bibby, Jones, Mix) | Formazioni | Abdul-Jabbar, Chones, Johnson, Nixon, Wilkes (Cooper, Holland, Landsberger) |

| Arbitri: | Jake O'Donnell Paul Mihalak |

|                                                        |            |                                                                    |
| D. Dawkins 26                                          | Punti      | M. Johnson 28                                                      |
| L. Hollins 13                                          | Assist     | M. Johnson 9                                                       |
| C. Jones 10                                            | Rimbalzi   | K. Abdul-Jabbar 11                                                 |
| Cheeks, Dawkins, Erving, Hollins, Jones (Bibby, Jones) | Formazioni | Abdul-Jabbar, Chones, Johnson, Nixon, Wilkes (Cooper, Landsberger) |

| Arbitri: | Darell Garretson Earl Strom |

|                                                                    |            |                                                             |
| K. Abdul-Jabbar 40                                                 | Punti      | J. Erving 36                                                |
| M. Johnson 10                                                      | Assist     | L. Hollins 10                                               |
| K. Abdul-Jabbar, M. Johnson 15                                     | Rimbalzi   | C. Jones 10                                                 |
| Abdul-Jabbar, Chones, Johnson, Nixon, Wilkes (Cooper, Landsberger) | Formazioni | Cheeks, Dawkins, Erving, Hollins, Jones (Bibby, Jones, Mix) |

| Arbitri: | Joe Gushue Jack Madden |

|                                                                                           |            |                                                                       |
| J. Erving 27                                                                              | Punti      | M. Johnson 42                                                         |
| M. Cheeks 8                                                                               | Assist     | N. Nixon 9                                                            |
| B. Jones 9                                                                                | Rimbalzi   | M. Johnson 15                                                         |
| Cheeks, Dawkins, Erving, Hollins, Jones (Bibby, Jones, Mix, Richardson, Spanarkel, Toone) | Formazioni | Chones, Cooper, Johnson, Nixon, Wilkes (Byrnes, Holland, Landsberger) |

| Campione NBA 1980            |
| ---------------------------- |
| Los Angeles Lakers 7º titolo |

#### Hall of famer
| NBA Finals      | Atleta              | Squadra            | Anno |            |
| --------------- | ------------------- | ------------------ | ---- | ---------- |
| Giocatore       | Kareem Abdul-Jabbar | L.A. Lakers        | 1995 | Giocatore  |
| Giocatore       | Spencer Haywood     | L.A. Lakers        | 2015 | Giocatore  |
| Giocatore       | Magic Johnson       | L.A. Lakers        | 2002 | Giocatore  |
| Giocatore       | Jamaal Wilkes       | L.A. Lakers        | 2012 | Giocatore  |
| Giocatore       | Michael Cooper      | L.A. Lakers        | 2024 | Giocatore  |
| Giocatore       | Maurice Cheeks      | Philadelphia 76ers | 2018 | Giocatore  |
| Giocatore       | Julius Erving       | Philadelphia 76ers | 1993 | Giocatore  |
| Giocatore       | Bobby Jones         | Philadelphia 76ers | 2019 | Giocatore  |
| Allenatore      | Billy Cunningham    | Philadelphia 76ers | 1986 | Giocatore  |
| Vice-allenatore | Chuck Daly          | Philadelphia 76ers | 1994 | Allenatore |

#### MVP delle Finali
- #32 Magic Johnson, Los Angeles Lakers.

## Squadra vincitrice

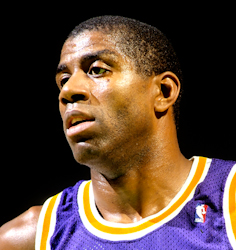
1. 32 Magic Johnson, Los Angeles Lakers.

| N° | Naz.                   | Ruolo | Sportivo            |  | Alt. |  |
| -- | ---------------------- | ----- | ------------------- |  | ---- |  |
| 7  | Stati Uniti (bandiera) | AP    | Marty Byrnes        |  | 201  |  |
| 9  | Stati Uniti (bandiera) | C     | Jim Chones          |  | 211  |  |
| 10 | Stati Uniti (bandiera) | P     | Norm Nixon          |  | 188  |  |
| 14 | Stati Uniti (bandiera) | P     | Brad Holland        |  | 188  |  |
| 15 | Porto Rico (bandiera)  | P     | Butch Lee           |  | 185  |  |
| 21 | Stati Uniti (bandiera) | G     | Michael Cooper      |  | 196  |  |
| 31 | Stati Uniti (bandiera) | AG    | Spencer Haywood     |  | 203  |  |
| 32 | Stati Uniti (bandiera) | P     | Magic Johnson       |  | 206  |  |
| 33 | Stati Uniti (bandiera) | C     | Kareem Abdul-Jabbar |  | 218  |  |
| 52 | Stati Uniti (bandiera) | AP    | Jamaal Wilkes       |  | 198  |  |
| 54 | Stati Uniti (bandiera) | AG    | Mark Landsberger    |  | 203  |  |
|    | Stati Uniti (bandiera) | All.  | Paul Westhead       |  |      |  |

## Statistiche
Aggiornate al 9 settembre 2021.
| Categoria | Singola prestazione | Singola prestazione | Singola prestazione | Media         | Media             | Media | Media |
| Categoria | Giocatore           | Squadra             | Max                 | Giocatore     | Squadra           | Media | PG    |
| --------- | ------------------- | ------------------- | ------------------- | ------------- | ----------------- | ----- | ----- |
| Punti     | George Gervin       | San Antonio Spurs   | 44                  | George Gervin | San Antonio Spurs | 33,3  | 3     |
| Rimbalzi  | Larry Bird          | Boston Celtics      | 21                  | Moses Malone  | Houston Rockets   | 13,9  | 7     |
| Assist    | Magic Johnson       | L.A. Lakers         | 16                  | Magic Johnson | L.A. Lakers       | 9,4   | 16    |